# Stockvik
Stockvik è un'area urbana della Svezia situata nel comune di Sundsvall, contea di Västernorrland.
La popolazione rilevata nel censimento 2010 era di 2 359 abitanti .